# FG-4
Az FG-4 a Fonográf együttes harmadik nagylemeze, amely 1976-ban jelent meg.

## Az album dalai
1. Preludium (Tolcsvay László, Szörényi Levente)
2. Koordináták (Szörényi Levente-Bródy János)
3. A tiszta ég (Tolcsvay László-Bródy János)
4. FG-4 (Szörényi Levente-Bródy János)
5. Levél a távolból (Szörényi Levente-Bródy János)
6. Ádám (Tolcsvay László-Bródy János)
7. Zöld sárga rózsa (Móricz Mihály-Bródy János)
8. Végtelen szerelem (Tolcsvay László-Bródy János)
9. És jöttek ők (Szörényi Levente-Bródy János)
10. Csillagfelhő (Tolcsvay László-Bródy János)

## Előadók
- Szörényi Levente - gitárok, mandolin, ütőhangszerek, ének
- Bródy János - gitár, steel gitár
- Tolcsvay László - ének, billentyűsök, gitár, szájharmonika
- Móricz Mihály - gitárok, ének
- Szörényi Szabolcs - basszusgitár, ének
- Németh Oszkár - dob, ütőhangszerek

### Közreműködő zenészek
- Dely István - konga
- Dely László - konga
- Tolcsvay Béla - gitár, ütőhangszerek
- MHV Szimfonikus Zenekar; karmester Balassa P. Tamás
- A Magyar Rádió és Televízió Kórusa; karmester Sapszon Ferenc